# 张慧德
张慧德（1938年—2015年1月1日），北京市人，北京对外贸易学院（今对外经济贸易大学）意大利语专业毕业（1960年畢業），中国国际广播电台记者，体育记者，中国中央电视台意大利足球甲级联赛现场直播顾问。

## 生平
有媒体报道说张慧德在大学学习的是外贸专业，但他其实是北京对外贸易学院（今对外经贸大学）意大利语专业1960届毕业生。毕业后，他被分配到中国国际广播电台任意大利语记者，成为创建意大利语广播组的元老。有说法称，他是中华人民共和国“对外宣传战线第一名懂意大利语的记者”。他忙于采访、写稿、制作节目，向意大利宣传中国的历史和现状。他本想利用自己意大利语的优势，在工余时间做一些额外的翻译工作。但是那时政治环境不好，正值文化大革命，在工作之余进行额外的翻译会被打成“经营资本主义自留地”、“走成名成家的白专道路”。张慧德无意自找麻烦，于是一直没有翻译什么。
文化大革命结束后，政治环境变得宽松。张慧德开始了自己的翻译工作。他利用自己得到的资料和信息，撰写、出版了《法西斯党魁墨索里尼》和《欧洲共产主义的由来》两部专著。这两本书被《人民日报》《世界知识》《北京日报》《中国妇女》等十家报刊转载。虽然感到很受鼓舞，但是张慧德也发觉出书不易。他有更多作品被出版方“枪毙”，得不到出版的机会。于是，他决定改换方向。1982年，他到意大利进修，在电视中看到了世界杯足球赛的直播，意大利国家足球队夺得了那届世界杯的冠军。他从未踢过足球，但那次的经历使得张慧德深受触动。他选择了意大利足球。
选定意大利足球为方向之后，张慧德每有到意大利出差、学习的机会，便赶去看尤文图斯、AC米兰的比赛。他不仅关注两队的技战术，还关心俱乐部的管理、运营。他出版了足球的处女作《意大利少年足球》，希望向中国读者介绍意大利的青年足球人才培养。此后他一连出版了《意大利足球训练》《亚平宁球星集锦》《佐夫的故事》等书，还在报刊上连载《意大利冠军之路》《烟斗教头——贝阿佐特》《金童罗西》《意大利职业足球ABC》《普拉蒂尼传》《济科传》等文章。1970年代末到1980年代末，他几乎每周都为报刊撰写足球文章。
1991年，中央电视台开始直播意大利足球甲级联赛。熟悉意大利足球的张慧德被聘为直播顾问，与张路、宋世雄（后来改为韩乔生）组成三人组。另一名直播顾问北京体科所副研究员张路主要负责讲解战术。张慧德凭借意大利语优势，常常为观众介绍比赛背景、意大利历史文化、城市特色、俱乐部的经营管理等等。那时资讯传播不发达，张慧德从意大利获取第一手资料，然后译为汉语，与观众分享。他的解说风格幽默。比赛结束后，他还会用意大利语播报其他场次的比分。张慧德甚至和意大利足球俱乐部的董事长、教练、球星直接交谈，获得很多第一手信息。他采访过意大利足协主席马塔雷塞，尤文图斯董事长阿涅利，教练贝阿尔佐特、卡佩罗，球星普拉蒂尼、马拉多纳、古力特、罗西、巴乔、维亚利、曼奇尼等人。每周的直播只有一次，但是张慧德辉常常花费两三天来准备，遇到问题还会给意大利的朋友打电话咨询。这段时间里，他撰写了二十余万字的《意大利足球一百年》。
1990年代中期开始，张慧德到北京大学、中国人民大学、中国农业大学、对外经贸大学、北京外国语大学等二十余所高校为学生作报告，介绍意大利足球。1998年，张慧德从中国国际广播电台退休。不久，北京宽利足球俱乐部聘请他担任副董事长。2000年，中国球员马明宇加盟意大利球队佩鲁贾。谈判陷入僵局时，张慧德从中协调，最终促成双方签约。
一些报刊、杂志、网站将他聘为特约撰稿人、顾问、主持人。晚年的张慧德因身体原因不再担任解说顾问。据韩乔生回忆，张慧德最后一次与中央电视台合作是在2006年世界杯足球赛直播，年近七十的张慧德熬夜看完了意大利队的全部七场比赛，见证了意大利队夺冠。他后来患上了糖尿病。他长年在家中养病，远离公众视野。2015年1月1日下午4时30分，张慧德在北京病逝，享年76岁。中国中央电视台主持人张斌当天直播《足球之夜》时透露了这一消息。他的追悼会在1月3日8点半于八宝山公墓竹厅举行。